# جوشوا سبنسر تومسون
جوشوا سبنسر تومسون هو سياسي كندي، ولد في 1828 في بلفاست في المملكة المتحدة، وتوفي في 20 ديسمبر 1880 في فيكتوريا في كندا. حزبياً، نشط في Liberal-Conservative Party ‏. وقد انتخب عضو مجلس العموم الكندي.